# Sint-Michaëlkerk (Beek en Donk)
De Sint-Michaëlkerk is een kerkgebouw in Beek en Donk in de gemeente Laarbeek in de Nederlandse provincie Noord-Brabant. De kerk staat aan de Kerkstraat 1 in Beek en ten zuidoosten van de kerk staat de pastorie. Naast de toren staat een Heilig Hartbeeld.
Elders in het dorp staat aan de Molenweg nog de toren van de voormalige Sint-Michaëlkerk met kerkhof.
De kerk is opgedragen aan Sint-Michaël.

## Geschiedenis
In de 15e eeuw werd er aan de tegenwoordige Molenweg een Sint-Michaelkerk gebouwd met kerktoren.
In 1672 stortte het kerkgebouw in en werd herbouwd, waarbij de 15e-eeuwse toren behouden bleef.
In de 17e eeuw ging de katholieke kerk over aan de hervormden. Vanaf rond 1685 kerkten de katholieken in een schuurkerk die stond aan het Heuvelplein / Pater Becanusstraat.
In 1809 kregen de katholieken hun oude kerkgebouw aan de Molenweg terug. Deze was door zijn zeer slechte staat te gevaarlijk om weer in gebruik te nemen en moest afgebroken worden. De afbraak vond omstreeks 1813 plaats, daarbij bleef de kerktoren behouden.
In 1835 werd de Sint-Michaëlkerk aan het Heuvelplein in gebruik genomen, een Waterstaatskerk.
In 1894 splitste de nieuwe parochie St. Leonardus zich af van de Sint-Michaelparochie. Voor die splitsing bediende de Sint-Michaelskerk Beek en Donk, na de splitsing bediende de Sint-Michaelskerk de gelovigen in Beek en de Sint-Leonarduskerk de gelovigen in Donk.
Op 27 mei 1935 werd de huidige Sint-Michaëlkerk ingezegd aan de Kerkstraat. De kerk was naar het ontwerp van architect H.W. Valk. De Waterstaatskerk werd vervolgens gesloopt.
In 1980 vond er een parochiële herindeling plaats en daarbij werden de Sint-Michaelparochie en de Leonardusparochie gefuseerd tot de Parochie Beek en Donk.
Op 22 juli 2002 werd het kerkgebouw ingeschreven in het rijksmonumentenregister.
In 2015 vond er een nieuwe parochiële herindeling plaats waarbij alle parochies van de gemeente Laarbeek opgingen in de Zalige Pater Eustachius van Lieshout Parochie.

## Opbouw
De georiënteerde bakstenen kruisbasiliek is een christocentrische kerk in Delftse Schoolstijl. De kerk bestaat uit een westtoren, een driebeukig schip met vijf traveeën in basilicale opstand, een driebeukig transept met verhoogde rechthoekige vierding en een lagere koortravee met driezijdige koorsluiting. De kerktoren heeft vijf geledingen en wordt gedekt door een tentdak. Het schip heeft smalle zijbeuken en een breed middenschip. De transeptarmen en het middenschip worden gedekt door zadeldaken met monniken en nonnen, de zijbeuken hebben lessenaarsdaken.